# Abbaye de Saint-Jean-des-Prés
Pour les articles homonymes, voir Abbaye de Saint-Jean.
L'abbaye de Saint-Jean-des-Prés, est une ancienne abbaye, située dans la commune de Guillac (Morbihan), qui dépendait du diocèse de Saint-Malo puis de celui de Vannes. 
Les façades et toitures des bâtiments XVIIe siècle, du corps de logis principal et de l'aile en retour d'équerre, le mur de clôture, le portail d'entrée et les deux escaliers intérieurs ont été classés monument historique par arrêté du 3 décembre 1998.
Les intérieurs (à l'exclusion des deux escaliers classés) ont été inscrits monument historique par arrêté du 3 décembre 1998.

## Historique
L'abbaye Saint-Jean-des-Prés a été fondée vers 1159 par Eon II vicomte de Porhoët. Elle tombe en commende en 1507, et ne  réussit jamais à s’affranchir de ses abbés commendataires.

## Habitation actuelle
Actuellement, c'est le duc de Rohan Josselin de Rohan qui y vit. La famille de Rohan-Chabot en est propriétaire.